# Kîselivka, Kozelșciîna
Kîselivka (în ucraineană Киселівка) este un sat în comuna Hovtva din raionul Kozelșciîna, regiunea Poltava, Ucraina.

## Demografie
Componența lingvistică a localității Kîselivka
     Ucraineană (93,81%)
     Rusă (6,19%)
Conform recensământului din 2001, majoritatea populației localității Kîselivka era vorbitoare de ucraineană (93,81%), existând în minoritate și vorbitori de rusă (6,19%).